# On the Road 1981
On the Road 1981 è un album dal vivo del gruppo musicale britannico Camel, pubblicato nel 1997.

## Tracce
Tutte le tracce sono state scritte da Andy Latimer, eccetto dove indicato.

1. Never Let Go – 7:03
2. Song Within a Song (Bardens, Latimer) – 7:20
3. Lunar Sea (Bardens, Latimer) – 10:50
4. City Life (Hoover, Latimer) – 4:43
5. Nude – 0:27
6. Drafted (Hoover, Latimer) – 3:55
7. Docks (Latimer, Watkins) – 4:06
8. Beached – 3:34
9. Landscapes – 3:22
10. Changing Places – 3:31
11. Reflections – 2:24
12. Captured (Latimer, Schelhaas) – 3:19
13. The Last Farewell – 4:04

## Formazione
- Andy Latimer – flauto, chitarra, voce
- Jan Schelhaas – tastiera
- Kit Watkins – tastiera, flauto
- Colin Bass – basso, voce
- Andy Ward – batteria